# Koço Theodhosi
Koço Theodhosi (* 1913 in Korça; † 1977) war ein albanischer Politiker der Partei der Arbeit Albaniens.

## Biografie
Nach dem Besuch des Französischen Lyzeums von Korça studierte Theodhosi Chemie an der Universität Lyon sowie an der Universität Lüttich. Bereits während des Studiums trat er in Kontakt mit französischsprachigen antifaschistischen Studentengruppe der Parti communiste français (PCF). Nach seiner Rückkehr nach Albanien engagierte er sich dort in der antifaschistischen Bewegung und nahm 1936 am Spanischen Bürgerkrieg teil. Im April 1939 gehörte er zu den Organisatoren eines Studentenprotestes in Grenoble gegen den wachsenden Faschismus in Albanien. Daraus ging ein Appell an den französischen Premierminister Édouard Daladier sowie den britischen Premierminister Neville Chamberlain zur Unterstützung Albaniens hervor.
Am 8. November 1941 gehörte Theodhosi zu den 200 Gründungsmitgliedern Partia e Punës e Shqipërisë. Während des Zweiten Weltkrieges beteiligte er sich als Partisan von 1942 bis 1944 am kommunistischen antifaschistischen Unabhängigkeitskrieg und organisierte der Widerstandsbewegung im Mai 1944 auch einen Parteikongress in Korça.
Er gehörte dem aus 118 Personen bestehenden Antifaschistischen Rat der nationalen Befreiung an, der im Mai 1944 vom Kongress von Përmet als Übergangsparlament gewählt wurde und den Kommunisten zur Machtübernahme verhalf. Zwischen 1944 und 1947 war Koço nach der Ernennung durch Enver Hoxha Kommissar von Kuçova. Danach war er Vizeminister für öffentliche Arbeiten, ehe er 1949 Vizevorsitzender der Staatlichen Planungskommission wurde und damit Stellvertreter von Nako Spiru war. In dieser Funktion nahm er neben Enver Hoxha auch an Reisen von Delegationen in die Sowjetunion teil.
1950 wurde Theodhosi Abgeordneter der Volksversammlung (Kuvendi Popullor) und gehörte dieser von der zweiten Legislaturperiode bis zum 30. Mai 1975 an. Des Weiteren war er viele Jahre Mitglied des Zentralkomitees (ZK) der PPSh.
1954 erfolgte seine Ernennung zum Industrieminister in der Regierung von Ministerpräsident Mehmet Shehu, ehe er 1955 Stellvertretender Vorsitzender des Ministerrates und damit Vizeministerpräsident wurde.
Auf dem 3. Parteitag der PPSh wurde er im Juni 1956 zum Kandidaten des Politbüros gewählt.
Am 1. März 1959 wurde er als Vorsitzender der Staatlichen Planungskommission in die Regierung von Ministerpräsident Shehu berufen und bekleidete diese Funktion bis zum 18. März 1966. Zugleich war er vom 16. Juli 1962 bis zum 18. März 1966 Stellvertretender Vorsitzender des Ministerrates. Zudem wurde er am 1. Januar 1965 als Nachfolger von Adil Çarçani Industrieminister und behielt dieses Amt bis zum 30. Oktober 1974.
Im November 1971 wurde er auf dem 6. Parteitag zum Mitglied des Politbüro der PPSh gewählt und verlor dieses Amt knapp vier Jahre später durch seine Absetzung im September 1975.
Nach einem Neuzuschnitt der Zuständigkeiten der Ministerien war er vom 30. Oktober 1974 bis zum 1. September 1975 Minister für Industrie und Bergbau in der Regierung Shehu.
Nach seiner Absetzung im September 1975 folgte ihm Pali Miska sowohl als Mitglied des Politbüros der PPSh als auch als Minister für Industrie und Bergbau. Er selbst wurde auf Veranlassung von Innenminister Kadri Hazbiu, der auch oberster Dienstvorgesetzter des Geheimdienstes Sigurimi war, festgenommen.
Grund für seine Entlassung waren Fehler beim Bau des Wasserkraftwerkes von Fierza sowie des Stahlkombinats in der Nähe von Elbasan. Ein wichtiger weiterer Grund für seine Entmachtung war der Vorwurf einer militärwirtschaftlichen Verschwörung, dem neben ihm auch Verteidigungsminister General Beqir Balluku, der Chef des Generalstabes der Streitkräfte (Forcat e Armatosura të Shqipëri-së) General Petrit Dume, der Chef der Politischen Hauptverwaltung der Streitkräfte General Hito Çako, Vize-Ministerpräsident Abdyl Këllezi, Lipe Nashi und andere zum Opfer fielen, sowie die Behauptung einer zu großen Nähe zur Sowjetunion, zum Ministerpräsidenten der Volksrepublik China Zhou Enlai und zu Jugoslawien.
1977 wurde er zum Tode verurteilt und daraufhin hingerichtet.
Sein Sohn Arben Theodhosi studierte zum Zeitpunkt der Verhaftung seines Vaters Malerei.  Er wurde interniert und musste fünfzehn Jahre lang Zwangsarbeit im Kupferbergbau leisten.  Er ist heute als Maler tätig und hatte mehrere Ausstellungen im Ausland.